# Anna Massey
Anna Raymond Massey (Thakeham, 11 agosto 1937 – Londra, 3 luglio 2011) è stata un'attrice britannica, attiva in teatro, cinema e televisione.

## Biografia
Nipote del governatore generale del Canada Vincent Massey, sorella dell'attore Daniel Massey, figlia d'arte - suoi genitori erano gli attori Adrianne Allen e Raymond Massey, che divorziarono quando lei aveva due anni - è stata sposata all'attore Jeremy Brett, celebre interprete televisivo del personaggio di Sherlock Holmes, dal quale nel 1959 ebbe un figlio, David, e da cui divorziò nel 1962. Nel 1988 si risposò con Uri Andres, con cui rimase fino alla morte.
Debuttò in teatro all'età di diciassette anni nel 1955, al Theatre Royal di Brighton, pur senza aver frequentato alcuna scuola di recitazione, ricoprendo il ruolo di Jane in The Reluctant Debutante (pièce da cui fu tratto il film Come sposare una figlia). L'interpretazione del medesimo ruolo poche settimane dopo al Cambridge Theatre di Londra le assicurò una prima notorietà. Quindi l'attrice lasciò il cast londinese per ripetere la sua performance a New York nell'ottobre 1956.
Fece il suo esordio nel cinema nel 1958 nel film 24 ore a Scotland Yard, interpretando il ruolo di Sally, figlia dell'ispettore di Scotland Yard Jack Hawkins. A dirigerla nel debutto sul grande schermo fu il padrino John Ford.
Fu diretta successivamente da altri grandi registi, come Michael Powell in L'occhio che uccide (1960), Alfred Hitchcock in Frenzy (1972) e Oliver Parker in L'importanza di chiamarsi Ernest (2002).
La Massey continuò per tutta la sua carriera a recitare in teatro, privilegiando tuttavia interpretazioni in televisione e cinema. Per il piccolo schermò lavorò fin dal 1955, interpretando il ruolo di Jacqueline in Green of the Year. Apparve poi in The Pallisers (1974) e nello sceneggiato Rebecca, in cui recitò accanto all'ex marito Jeremy Brett.
Apparve in numerosi polizieschi televisivi britannici fra cui Inspector Morse, The Inspector Alleyn Mysteries, L'ispettore Barnaby, Strange, Lewis e Poirot, da Agatha Christie.
Nel 1987 le venne conferito il British Academy Television Award for Best Actress per l'interpretazione in Hotel du Lac.
È morta di cancro nel 2011, a 73 anni.

## Filmografia parziale

### Cinema
- 24 ore a Scotland Yard (Gideon's Day), regia di John Ford (1958)
- L'occhio che uccide (Peeping Tom), regia di Michael Powell (1960)
- Bunny Lake è scomparsa (Bunny Lake Is Missing), regia di Otto Preminger (1965)
- De Sade, regia di Cy Endfield e, non accreditato, Roger Corman (1969)
- Lo specchio delle spie (The Looking Glass War), regia di Frank Pierson (1969)
- Frenzy, regia di Alfred Hitchcock (1972)
- Casa di bambola (A Doll's House), regia di Patrick Garland (1973)
- Il grano è verde (The Corn Is Green), regia di George Cukor (1979)
- Una piccola storia d'amore (A Little Romance), regia di George Roy Hill (1979)
- Un'adorabile canaglia (Sweet William), regia di Claude Whatham (1980)
- Cinque giorni una estate (Five Days One Summer), regia di Fred Zinnemann (1982)
- Another Country - La scelta (Another Country), regia di Marek Kanievska (1984)
- Medico per forza (Foreign Body), regia di Ronald Neame (1986)
- Due metri di allergia (The Tall Guy), regia di Mel Smith (1989)
- Le montagne della luna (Mountains of the Moon), regia di Bob Rafelson (1990)
- Chopin amore mio (Impromptu), regia di James Lapine (1991)
- Angeli e insetti (Angels and Insects), regia di Philip Haas (1995)
- Driftwood - Ossessione fatale (Driftwood), regia di Ronan O'Leary (1997)
- Déjà Vu, regia di Henry Jaglom (1997)
- L'importanza di chiamarsi Ernest (The Importance of Being Earnest), regia di Oliver Parker (2002)
- Possession - Una storia romantica (Possession), regia di Neil LaBute (2002)
- L'uomo senza sonno (The Machinist), regia di Brad Anderson (2004)

### Televisione
- Il sindaco di Casterbridge (The Mayor of Casterbridge) - miniserie TV (1978)
- Rebecca (1979) - sceneggiato TV
- L'ispettore Barnaby (Midsomer Murders) - serie TV, episodi 1x02-12x03 (1998-2009)
- Affinity, regia di Tim Fywell - film TV (2008)
- Poirot (Agatha Christie's Poirot) - serie TV, episodio 12x01 (2009)

## Doppiatrici italiane
Nelle versioni in italiano delle opere in cui ha recitato, Anna Massey è stata doppiata da:
- Angiolina Quinterno in L'importanza di chiamarsi Ernest, L'uomo senza sonno
- Gabriella Genta in L'occhio che uccide
- Valeria Valeri in Bunny Lake è scomparsa
- Vittoria Febbi in Frenzy
- Cristina Grado in Angeli e insetti
- Miranda Bonansea in Driftwood - Ossessione fatale
- Franca Lumachi in Possession - Una storia romantica